# Gary Williams (allenatore di pallacanestro)
Gary Bruce Williams (Collingswood, 4 marzo 1945) è un ex cestista e allenatore di pallacanestro statunitense.
È membro del Naismith Memorial Basketball Hall of Fame dal 2014, in qualità di allenatore.

## Palmarès

### Allenatore
- Campione NCAA (2002)